# Футерман, Фёдор Иосифович
Фёдор Иосифович Футерман (при рождении Фишель Иосевич; 23 декабря 1911 (5 января 1912), Одесса — 13 марта 1993, там же) — баскетболист, мастер спорта СССР (1938), заслуженный мастер спорта СССР (1948), судья всесоюзной категории (1939), судья международной категории (1957).
Рост — 184 см.

## Биография
Родился 23 декабря 1911 года (по старому стилю) в Одессе в семье новоконстантиновского мещанина Иося Михелевича Футермана (1883—1942) и Бейлы Аврумовны Футерман (в девичестве Фишфидер, 1886—1969), заключивших брак там же 7 сентября 1908 года. Начал играть в баскетбол (центральный нападающий) в 1926 году в Ленрайоне, «Большевике», а после войны — в «Пищевике». Бронзовый призёр чемпионатов СССР в составе сборной Одессы (1934, 1936). Чемпион Украинской ССР (1937—1940), серебряный призёр первенства Украинской ССР (1946). Победитель первенств ВЦСПС в составе «Деревообработки» (1936, 1937, 4-е место в 1938 году). Отличался хорошим видением поля, точными передачами и меткими бросками с дальних дистанций.
Был тренером: с 1932 года тренировал команды ТФ, с 1936 года — Одесского государственного университета, а с 1937 по 1941 год — Одесского медицинского института. Был играющим тренером ДО.
Работал также судьёй: с 1937 года — судья республиканской категории, а с 1939 года — всесоюзной категории. Обслуживал матчи чемпионата Европы среди женщин 1956 года в Праге.
Участник Великой Отечественной войны с июня 1941 года, лейтенант. Командовал стрелковым и комендантским взводом 555-го стрелкового полка 127-й стрелковой Чистяковской дивизии, в 1943 году вступил в ВКП(б). Награждён орденами Красной Звезды (22.01.1944), Орден Отечественной войны II степени (06.04.1985), медалями «За отвагу» (23.09.1943), «За победу над Германией в Великой Отечественной войне 1941—1945 гг.». Родители были интернированы в гетто, где погиб отец.
Затем находился на административной работе. Председатель Одесской баскетбольной секции в 1937—1941, 1945—1962 и 1967—1971 годах. С 1936 по 1941 год — председатель Одесского городского совета добровольного спортивного общества «Красная звезда».
Фёдор Иосифович в течение почти трех десятилетий (с 1948 по 1974) руководил Центральным стадионом Черноморского морского пароходства. В этот период главная спортивная арена Одессы несколько раз реконструировалась. Количество мест на трибунах возросло до 50000, появилось искусственное освещение и электронное табло.
Умер 13 марта 1993 года, похоронен в Одессе на 2-м Христианском кладбище.

## Семья
Зять — футболист и тренер Семён Альтман, внук — Геннадий Альтман, профессиональный футболист, защищал цвета одесского «Черноморца».